# Mariana Navarro de Guevara y Romero
Mariana Navarro de Guevara y Romero (17 de janeiro de 1565 - 17 de abril de 1624) foi uma freira católica romana espanhola que se tornou membro dos Terciários Mercedários. Ao ser admitida tomou o nome de Mariana de Jesus. Ela era conhecida por uma vida de penitência e ênfase na devoção à Eucaristia.
O Papa Pio VI a beatificou após o reconhecimento de dois milagres e a causa ainda continua. Outro milagre está agora sob investigação e é necessário para a canonização.

## Vida
Mariana Navarro de Guevara Romero nasceu em 1565 em Madrid como a mais velha de seis filhos e era a única filha do sexo feminino. Seu pai era Ludovico Navarro Guevara e sua mãe era Joan Romero. Ela era piedosa quando criança e cuidou de seus irmãos após a morte de sua mãe. Seu pai se casou novamente e sua nova madrasta parecia não gostar dela por razões desconhecidas para ela. Seu pai desejava que ela se casasse e saísse de casa, mas ela desejava se casar com Jesus Cristo e dedicar sua vida a ele. Ela recusou uma proposta de casamento aos 23 anos.
Romero conheceu um padre que lhe sugeriu que se tornasse membro de uma ordem religiosa conhecida como os Mercedários. Ela passava horas em adoração à Eucaristia e aconselhava as pessoas que vinham a ela em busca de conselhos. Ela era bem conhecida por sua paciência e bondade com todos aqueles que ela encontrava.
Ela se tornou uma das várias terciárias da ordem que fizeram sua profissão perpétua em meados de 1614 e se dedicou a atos de caridade para com os doentes e os pobres.
Ela morreu em 17 de abril de 1624 após uma doença grave com uma reputação generalizada de santidade. Seus restos mortais foram posteriormente encontrados incorruptos após a exumação em 1627 e depois em 1731. Outras exumações ocorreram em 1765 e 1924. Cardeal Gabriel Trejo Paniagua - Bispo de Málaga escreveu um relatório detalhado e longo sobre sua vida.

## Beatificação
A introdução à causa de beatificação concedeu-lhe o título de Serva de Deus e abriu em Madrid. O Papa Clemente XIII reconheceu sua vida de virtude heroica e a proclamou Venerável em 9 de agosto de 1761.
O Papa Pio VI aprovou dois milagres atribuídos à sua intercessão em 31 de agosto de 1782 e a beatificou em 1783.
Um terceiro milagre atribuído a ela e necessário para sua canonização foi investigado de 8 de março de 2011 a 11 de novembro de 2013 e recebeu ratificação formal em 2 de maio de 2014.